# Muscicapini
Muscicapini – plemię ptaków z podrodziny muchołówek (Muscicapinae) w obrębie rodziny muchołówkowatych (Muscicapidae).

## Zasięg występowania
Plemię obejmuje gatunki występujące w Afryce i Eurazji.

## Systematyka
Do plemienia należą następujące rodzaje:
- Muscicapa Brisson, 1760
- Bradornis A. Smith, 1847
- Agricola Bonaparte, 1854
- Fraseria Bonaparte, 1854
- Melaenornis G.R. Gray, 1840